# Edward Seaga
Ne doit pas être confondu avec Edward Seago.
Edward Philip George Seaga, né le 28 mai 1930 à Boston (Massachusetts) et mort le 28 mai 2019 à Miami (Floride), est un homme politique jamaïcain, leader du Jamaica Labour Party (JLP, Parti travailliste de Jamaïque) de 1974 à 2005 et Premier ministre de 1980 à 1989.

## Biographie
Edward Philip George Seaga né à Boston dans une famille jamaïcaine d'origine libanaise par son père et afro-écossaise par sa mère. Ils retournent en Jamaïque quand Edward à trois mois et est baptisé dans l’Église anglicane de Kingston. Seaga suit d'abord ses études secondaires en Jamaïque avant d'aller à l'université Harvard aux États-Unis où il obtient en 1952 une licence en sciences sociales. Il s'intéresse particulièrement au revivalisme en Jamaïque, mais aussi aux musiques folkloriques jamaïcaines.
Après ses études, lorsqu'il débarque en Jamaïque, il s'intègre au petit peuple en s'initiant aux rites occultes locaux, tel le kumina, similaires au vaudou haïtien. Il se lance peu après dans la musique en devenant producteur de disques et fonde le label West Indies Recording Limited (WIRL) en 1958.
Sa carrière politique démarre lorsque Alexander Bustamante le nomme sénateur en 1959. En 1962, il profite de son poste de ministre du Développement pour s'octroyer une circonscription dans le quartier neuf de Tivoli Gardens à Kingston Ouest. Il occupe ce siège durant 37 ans sans discontinuer. L'année de son élection, il vend aussi sa société au musicien Byron Lee et charge le groupe criminel Shower Posse dirigé par Leister Coke d’assurer le contrôle politique du quartier de Tivoli Gardens.
En 1967, il est nommé ministre des Finances dans le gouvernement d'Hugh Shearer. Il contribue alors à la création de la Bourse de la Jamaïque et de la Jamaica Citizens Bank, première banque commerciale à participation majoritaire jamaïcaine. Réélu député lors des élections de 1972, il devient en 1974 le leader du JLP et le nouveau chef de l'opposition. C'est alors qu'il est le chef de l'Opposition qu'il participe au One Love Peace Concert en 1978 et monte sur scène à l'appel de Bob Marley pour donner l'accolade au Premier ministre de l'époque, Michael Manley.
Le JLP remporte les élections de 1980 et Seaga occupe le poste de Premier ministre de la Jamaïque de 1980 à 1989. Son élection marque un moment critique dans l’histoire de l’île. Elle brise le consensus de gauche qui existait depuis l'indépendance et met le pays sur une voie plus conservatrice qui gagne l’approbation d'alliés tels que Ronald Reagan et Margaret Thatcher. Seaga est d'ailleurs le premier chef de gouvernement étranger à être invité à la Maison-Blanche par Reagan. Dès qu’il devient premier ministre, il poursuit un programme national de privatisation et de déréglementation. En politique étrangère, il réaligne fermement la Jamaïque avec l’Occident, notamment en soutenant l’Invasion de la Grenade et la rupture des liens avec Cuba.
Il convoque d'ailleurs une élection anticipée de deux ans pour tirer profit de sa popularité. Michael Manley et le PNP, scandalisés que les listes électorales n’aient même pas été mises à jour, refusent de se présenter aux élections et seuls certains petits partis se présentent dans six circonscriptions. Le JLP remporte logiquement les 60 circonscriptions avec un taux de participation de seulement 2,7 %, inaugurant une période de gouvernement à parti unique qui a terni la réputation démocratique de la Jamaïque. Seaga a utilise sa position inattaquable pour assumer un énorme portefeuille qui ajoute les Finances et la Défense à ses fonctions de Premier Ministre.
Mais son gouvernement fait peu de progrès contre la pauvreté et le chômage, et à la longue, il est aussi incapable que Manley de redonner de l'élan à l’économie. En 1989, le peuple jamaïcain, fatigué  et en colère contre ce qu’il considérait comme une réponse incompétente aux ravages de l’ouragan Gilbert rappelle le PNP au gouvernement.
Après sa défaite, il reste le chef incontesté du Parti travailliste de Jamaïque, mais il essuie trois défaites consécutives aux législatives de 1993, de 1997 puis de 2002. Il se retire donc de la tête du parti en 2005. Il profite de sa retraite pour se livrer à nouveau à des recherches sur le folklore jamaïcain et écrit plusieurs ouvrages consacrés à ces questions.